# 卡里·莱赫托宁
卡里·莱赫托宁（芬蘭語：Kari Lehtonen，1983年11月16日—），芬兰男子冰球运动员。他曾代表芬兰参加2014年冬季奥林匹克运动会冰球比赛，获得一枚铜牌。他也曾获得2007年世界男子冰球锦标赛亚军。